# 1973 рік у науковій фантастиці
1973 рік у науковій фантастиці ознаменувався цілою низкою подій.

## Вперше видані науково-фантастичні книги[1]

### Вперше опубліковані романи
1. Джеймс Баллард «Аварія» (англ. «Crash») (Англія) [2]
2. Пауль ван Герк «Аполон XXI століття» (нід. «Apollo XXI») (Бельгія)[3]
3. Сергій Жемайтіс «Багряна планета» (рос. «Багряная планета»)  (Російська Федеративна РСР)[4]
4. П'єр Барбе[fr] «Байстрюк Оріона» (фр. «Le bâtard d'Orion») (Франція) [5]
5. П'єр Барбе[fr] «Біоніки пересердь» (фр. «Les bioniques d'Atria») (Франція) [6]
6. Едмунд Купер[en] «Блукач хмарами» (англ. «The Cloud Walker») (Англія)[7]
7. Жан-П'єр Андревон «Бог світла» (фр. «Le dieu de lumière») (Франція) [8]
8. Астрід Ліндгрен «Брати Лев'яче Серце» (швед. «Bröderna Lejonhjärta») (Швеція) [9]
9. Жан-Марі Гюстав Ле Клезльо «Велетні» (фр. Les géants) (Франція) [10]
10. Рене Баржавель «Велика таємниця» (фр. «Le Grand Secret») (Франція) [11]
11. Томас Пінчон «Веселка тяжіння» (англ. «Gravity’s Rainbow») (США)[12]
12. Пер Крістіан Єрсільд «Ветеринар» (швед. «Djurdoktorn»)[13]
13. Анна Рінонаполі[hu] «Виклик планеті» (італ. «Sfida al pianeta»)  (США)[14]
14. Кетрін Курц «Вища Деріні[en]»] (англ. «Deryni Rising») (США)[15].
15. Джек Венс «Вільні хоробрі люди» (англ. «The Brave Free Men»)*  (США)[16].
16. Мадлен Л'Енґл «Вітер у двері[en]» (англ. «A Wind in the Door») (США)[17]
17. Бен Бова ««Вітри Альтаїру» (англ. «The Winds of Altair») (США)[18]
18. Аєн Вотсон[en] «Втручання» (англ. «The Embedding») (Англія))[19]
19. Френк Герберт «Вулик Геллстрома» (англ. «Hellstrom's Hive»)  (США)[20]
20. Джон Бойд «Ген Судного дня» (англ. «The Doomsday Gene»)  (США)[21]
21. Майкл Дж. Коуні «Герой горбистих шляхів» (англ. «The Hero of Downways»)  (Канада)[22]
22. Джеймс Г. Шміц «Гра лева» (англ. «The Lion Game») (США)[23]
23. Кіт Ломер «Гра слави» (англ. «The Glory Game»)  (США)[24]
24. Пітер Дікінсон «Дар» англ. «The Gift») (Англія)[25]
25. Райнер Ерлер[de] «Делегація» (нім. «Die Delegation») (Німеччина)[26].
26. Дін Р. Кунц «Демонічне сім'я[it]» (англ. «Demon Seed») (США)[27]
27. Едмунд Купер «Десята планета» англ. «The Tenth Planet») (Англія)[28]
28. Алан Дін Фостер «Доза крові» (англ. «Bloodhype») (США)[29]
29. Роберт Гайнлайн «Достатньо часу для кохання» (англ. «Time Enough for Love: The Lives of Lazarus Long») (США)[30]
30. Майкл Дж. Коуні «Дріжжання» (англ. «Syzygy»)  (Канада)[31]
31. Майкл Дж. Коуні «Друзі грають у скриню» (англ. «Friends Come in Boxes»)  (Канада)[32]
32. Лайош Мештерхазі[ru] «Загадка Прометея» (угор. «A Prométheusz-rejtély »)  (Угорщина)[33]
33. Павел Вежинов «Загибель Аякса» (болг. «Гибелта на Аякс»)  (Болгарія)[34]
34. Ларрі Нівен «Захисник» (англ. «Protector») (США)[35]
35. П'єр Барбе[fr] «Зачарована планета» (фр. «La planète enchantée») (Франція) [36]
36. Пітер Дікінсон «Зелений ген» англ. «The Green Gene») (Англія)[37]
37. Джеймс Г. Шміц «Іграшка Телзі» (англ. «The Telzey Toy») (США)[38]
38. Філіп Хосе Фармер «Інший бортовий журнал Філлеаса Фоґґа» (англ. «The Other Log of Phileas Fogg») (США)[39]
39. Джон Браннер «Камінь, що так і не впав» (англ. «The Stone That Never Came Down»)** (Англія)[40]
40. Олександр Абрамов «Канатоходці» (рос. «Канатоходцы») (Російська РФСР)[41]
41. Бен Бова «Коли небо запалало» (англ. «When the Sky Burned»)  (США)[42]
42. Петер Жолдош Контрапункт[hu] (угор. «Ellenpont») (Угорщина)[43]
43. Баррінгтон Бейлі «Курс на зіткнення[en]» (англ. «Collision Course», 1973) (Англія)[44]
44. П'єр Барбе[fr] «Ліана Нольдазька» (фр. «Les bioniques d'Atria») (Франція) [45]
45. Пітер Тейт[de] «Любов до Батьківщини та отруйний дощ» (англ. «Country Love and Poison Rain») (Вельс)[46]
46. Пол Андерсон «Люди вітру» (англ. «The People of the Wind»)  (США)[47]
47. Кобо Абе «Людина-коробка[es] (яп. «箱男»)  (Японія)[48]
48. Генрік Станґеруп[de] «Людина, яка була б винною» (дан. «Manden Der Ville Vaer Skyldig»)  (Данія)[49]
49. Дейвід Джерролд «Людина, яка себе здублювала» (англ. «The Man Who Folded Himself»)  (США)[50]
50. П'єрфранческо Проспері «Ми поховаємо короля Джона» (італ. Seppelliamo re John) (Італія)[51]
51. Меріон Зіммер-Бредлі та Пол Едвін Зіммер[en] «Мисливці червоного Місяця[it]» (англ. «Hunters of the Red Moon») (США)[52]
52. Гордон Р. Діксон «Мистецтво чужинців» (англ. «Alien Art»), (США)[53]
53. Дейвід Кіт Мейноу[en] «Міст» (англ. «Bridge»)  (США)[54]
54. Міхаель Енде роман у трьох частинах «Момо, або дивна історія про грабіжників часу і про дівчинку, яка повернула людям вкрадений час» (нім. «Mоmо oder Die seltsame Geschichte von den Zeit-Dieben und von dem Kind, das den Menschen die gestohlene Zeit zurückbrachte) (Німеччина)[55]
55. Кліффорд Д. Сімак «Наших дітей діти» (англ. «Our Children's Children»)**  (США)[56]
56. Мішель Жьорі «Невизначений час» (фр. «Les Temps incertain») (Франція)[57]
57. Хол Клемент «Океан — зверху» (англ. «Ocean on Top»)*[58].
58. Юлія Іванова «Останній експеримент» (рос. «Последний эксперимент», рос. «Земля спокойных») (Російська Федерація)[59]
59. Джон Джейкс[en] «На колесах» (англ. «On Wheels»)  (США)[60].
60. Доріс Пісерчіа «Пан Правосуддя» (англ. «Mister Justice») (США)[61]
61. Аєн Воллес «Пан Стрілець» (англ. «Pan Sagittarius») (США)[62].
62. Артур Кларк «Побачення з Рамою» (англ. «Rendezvous with Rama») (Шрі-Ланка)[63]
63. Мак Рейнольдс «Погляд назад з 2000 року» (англ. «Looking Backward, From the Year 2000»)  (США)[64]
64. Ромен Гарі «Подих» (англ. «The Gasp») (Франція, видано у США)[65][66]
65. Стерлін Е. Ланьє[en] «Подорож Єро» (англ. «Hiero's Journey»)  (США)[67]
66. Роджер Желязни «Померти в Італбарі» (англ. «To Die in Italbar») (США)[68]
67. Сідні Дж. ван Сайок[de] «Призначення:Нор’Дирен» «англ. «Assignment Nor'Dyren»)  (США)[69]
68. Андре Нортон «Провісник вторгнення» (англ. «Forerunner Foray») (США)[70]
69. Гордон Р. Діксон «Р-мастер» (англ. «The R-Master»), (США)[71]
70. Адам Вишневськи-Снерг «Робот» (пол. «Robot») (Польща)[72]
71. Джордж Алек Еффінджер[en] «Родичі» (англ. «Relatives»)  (США)[73]
72. Кліффорд Д. Сімак «Світ-цвинтар» (англ. «Cemetery World») (США)[74]
73. Баррі Н. Молзберґ  «Світ Геровіту» (англ. «Herovit's World») (США)[75]
74. Дік Морленд «Серце-годинник» (англ. «Heart Clock»)  (США)[76]
75. Майкл Фрейн[en] «Солодкі сни» англ. «Sweet Dreams») (Англія)[77]
76. Адольфо Бйой Касарес «Спати на Сонці» (ісп. «Dormir al sol»)[78]
77. Роджер Желязни «Сьогодні ми обираємо обличчя» (англ. « Today We Choose Faces») (США)[79]
78. Жан Распай[en] «Табір святих» (англ. «The Camp of the Saints»)
79. Маргарет Сент-Клер «Танцівники Нойо» (англ. «The Dancers of Noyo»)  (США)[80]
80. Дейвід Гай Комптон «Тривала Кетрін Мортенгоу» (англ. «The Continuous Katherine Mortenhoe») (Англія)[81]
81. Джек Венс «Трулліон: Аластор 2262-го року[en]» (англ. «Trullion: Alastor 2262»)  (США)[82].
82. Андре Рюеллан[en] «Тунель» (фр. «Tunnel») (Франція)[83]
83. Річард Ромер (англ. Richard Rohmer) «Ультиматум» (англ. Ultimatum)(Канада)[30]
84. Браян Олдіс «Франкенштайн звільнений» (англ. «Frankenstein Unbound») (Англія)[84] [85] [Архівовано 3 серпня 2014 у Wayback Machine.]
85. Теа Бекман «Хрестоносець у джинсах» (нід. Kruistocht in spijkerbroek) (Нідерланди)[86]
86. Жан-П'єр Андревон «Час великих полювань»  (фр. «Le temps des grandes chasses») (Франція) [87]
87. Джеймс Бліш «Час у шаховому порядку» (англ. «The Quincunx of Time») (Англія)[88]
88. Річард Каупер «Час, що з'їхав з глузду» (англ. «Time Out of Mind») (Англія)[89]
89. Роберт Собел[en] «Через відсутность гвізка: якщо б Бургойн виграв під Саратогою» (англ. «For Want of a Nail: If Burgoyne Had Won at Saratoga»)  (США)[90]
90. Сакьо Комацу «Японія тоне» (яп. «日本沈没»)  (Японія)[91]

- Романи, що раніше видавалися, проте видані вперше у відповідному форматі, варіанті редакції та відповідного розміру.
  - Романи видані в журнальному варіанті у вигляді серіалу

### Вперше видані авторські збірки творів короткої та середньої форми
1. Лестер дель Рей «Боги і ґолеми» «Боги і ґолеми» (англ. «Gods and Golems»), (США)[92].
2. Чеслав Хрущевський «Довкола стільки див» (пол. «Dookoła tyle cudów») (Польща)[93].
3. Роберт Сілверберг «Долина за межею часу[en]» (англ. «Valley Beyond Time»), (США)[94].
4. Говард Фаст «Дотик нескінченності» (англ. «A Touch of Infinity»), (США)[95].
5. Джеймс Тіптрі-молодший «За десять тисяч світлових років від дому[en]» (англ. «Ten Thousand Light-Years from Home»), (США)[96].
6. Боб Шо «Завтра лежить у засідці[en]» (англ. «Tomorrow Lies in Ambush»), (Північна Ірландія)[97].
7. Ґордон Р. Діксон «Зоряна дорога[en]» (англ. «The Star Road»), (США)[98].
8. Роберт Сілвеберґ «Інша тінь Землі» «Інша тінь Землі» (англ. «Earth's Other Shadow»), (США)[99].
9. Річард Маккенна «Кейсі агонізуючий та інші науково-фантастичні і фентезійні історії» (англ. «Casey Agonistes and Other Science Fiction and Fantasy Stories»), (США)[100].
10. Пол Андерсон «Королева повітря і темряви та інші історії» (англ. «The Queen of Air and Darkness and Other Stories»), (США)[101].
11. Росс Роклінн[en] «Людина і дзеркало» (англ. «The Men and the Mirror»), (США)[102].
12. Роберт Сілверберг «Незнайома територія» «Незнайома територія» (англ. «Unfamiliar Territory»), (США)[103].
13. Ларрі Нівен «Непостійний місяць[en]» (англ. «Inconstant Moon»), (США)[104].
14. Мірча Опріце[ro] «Ночі пам'яті» (рум. «Nopțile memoriei») (Румунія)[105].
15. Фредрік Браун «Парадокс загублено та 12 інших науково-фантастичних історій» (англ. «Paradox Lost, and Twelve Other Great Science Fiction Stories»), (США)[106].
16. Ларрі Нівен «Політ кобили[en]» (англ. «The Flight of the Horse»), (США)[107].
17. Чеслав Хрущевський «Рік 1000-й» (пол. «Rok 10 000») (Польща)[108].
18. Крістофер Пріст (англ. William F. Nolan) «Світ реального часу» (англ. «Real-Time World»), (Велика Британія)[109]
19. Альфред Е. ван Воґт «Три ока зла та Остання фортеця Землі» (англ. «The Three Eyes of Evil and Earth's Last Fortress»), (США)[110].
20. Станіслав Лем «Уявна величина» (пол. «Wielkość urojona») (Польща)[111].
21. Джон Браннер «Часовий стрибок» (англ. «Time-Jump»), (Англія)[112].

### Вперше видані колективні антології
1. «Всесвіт 3» (англ. «Universe 3») (США) за редакцією Террі Карра[en][113].
2. «Найкраща наукова фантастика року, Вип. № 6» (англ. «The Year's Best Science Fiction No. 6») (Англія) за редакцією Гаррі Гаррісона та Браєна В. Олдіса[114].
3. «Найкраща наукова фантастика року: 2» (англ. «The Best Science Fiction of the Year #2») (США) за редакцією Террі Карра[en][115].
4. «Щорічна найкраща наукова фантастика світу: 1973» (англ. «The 1973 Annual World's Best SF») (США) за редакцією Дональда Е. Воллгайма та Арта Саха[en][116].
5. «Руїни Землі» (англ. «The Ruins of Earth») (США) за редакцією Томаса М. Діша[117].
6. «Зал слави наукової фантастики, том перший» (англ. «The Science Fiction Hall of Fame, Volume One») (США) за редакцією Роберта Сілверберга[118].
7. «Кларйон» (англ. «Clarion») (США) за редакцією Робіна Скотта Вілсона[en][119].
8. «Найкраща наукова фантастика року, Вип. № 6» (англ. «The Year's Best Science Fiction No. 6») (Англія) за редакцією Гаррі Гаррісона та Браєна В. Олдіса[114].
9. «Нові виміри 1: чотирнадцять оригінальних науково-фантастичних оповідань» (англ. «New Dimensions 1: Fourteen Original Science Fiction Stories») (США) за редакцією Роберта Сілверберга[120].
10. «Нові світи фентезі 3» (англ. «New Worlds of Fantasy #3») (США) за редакцією Террі Карра[en][121].
11. «Нове написане в НФ 18[en]» (англ. «New Writings in SF 18») (Англія) за редакцією Едварда Джона Карнелла[en][122].
12. «Нове написане в НФ 19[en]» (англ. «New Writings in SF 19») (Англія) за редакцією Едварда Джона Карнелла[en][123].
13. «НФ: Авторський вибір 3» (англ. «SF: Authors' Choice 3») (Англія) за редакцією Гаррі Гаррісона[124].
14. «Оповідання премії «Неб'юла» 6[en]» (англ. «Nebula Award Stories 6») (Англія) за редакцією Кліфорда Д. Сімака[125].
15. «Орбіта 12» (англ. «Orbit 12») (США) за редакцією Деймона Найта[126].

### Вперше видані нехудожні книги науково-фантастичного та футурологічного характеру
1. Bursey, Wallace	Rider Haggard: A Study in Popular Fiction	Memorial U of Newfoundland	CA-NF
2. Fisher, Vivian Boyd	Search for Reality Through Dreams, The: A Study of the Work of William Morris from 1856-1872
3. Ehrlich, Carol	Evolutionism and the Female in Selected American Novels, 1885-1900
4. Kearse, Lee Andrew, Jr.	George Orwell: Romantic Utopian
5. Jones, Sharon K.	Dandelion Wine and the American Tradition [Bradbury]
6. Johnson, Thomas S.	Horror in the Mansion, The: Gothic Fiction in the Works of Truman Capote and Carson McCullers
7. Hearron, William T.	New Approaches in Post-Modern American Novel: Heller, vonnegut, and Brautigan
8. Hunter, Jefferson Estock	George Orwell and the Uses of Literature
9. Bray, Mary Katherine	Outward Sense, The
10. Kellman, Martin Hirsh	Arthur and Others: The Literary Career of T. H. White
11. Johnson, Roy R.	Critical Study of H. G. Wells' Development and Reputed Decline as a Novelist, A
12. Klein, Jurgen	Gotische Roman und die Aesthetik des Boesen, Der	Marburg	Germany	BMD
13. Klein, Mary Anne	Conceptual and Artistic Limits of Eight Nineteenth Century British Utopias
14. Johnson, Thomas S.	Horror in the Mansion, The: Gothic Fiction in the Works of Truman Capote and Carson McCullers
15. Johnson, C. R.	Critical Study of the Novels of Bulwer-Lytton, A
16. Gooch, Velma L.	William Morris: Towards Unity in Art and Life
17. Burt, Donald Charles	Utopia and the Agrarian Tradition in America, 1865-1900

#### Критичні роботи на фантастичні теми

##### Критичні роботи про теми, сюжети та історію розвитку фантастики
1. Жак Садуль[fr]  (фр. Jacques Sadoul) «Вчора, рік 2000-й: науково-фантастична ілюстрація 1930-х років» (фр. «Hier, l'an 2000: l'illustration de science-fiction des années 30») (Франція)[127].
2. Луїс Дейвід Аллен (англ. L. David Allen) «Наукова фантастика: Вступ» (англ. «Science Fiction: An Introduction») (США)[128].
3. Еліс Керол Ґаар (англ. Alice Carol Gaar) «Німецька наукова фантастика: Варіації на тему виживання в просторово-часовому континуумі» (англ. «German Science Fiction: Variations on the Theme of Survival in the Space Time Continuum») (США)[129].
4. Дейвід Джерролд (англ. David Gerrold) «Світ "Зоряного шляху"» (англ. «The World of Star Trek») (США)[130].
5. Фредрік Вертам[en] (англ. Fredric Wertham) «Світ фензинів: особлива форма спілкування» (англ. «The World of Fanzines: A Special Form of Communication») (США)[131].
6. Роберт О. В. Лаундс[en] (англ. Robert A. W. Lowndes) «Три обличчя наукової фантастики» (англ. «Three Faces of Science Fiction») (США)[132].
7. Браєн В. Олдіс (англ. Brian W. Aldiss) «Шабаш на мільярд років: історія наукової фантастики» (англ. «Billion Year Spree: The History of Science Fiction») (Англія)[133].

##### Критичні роботи про життя та творчість письменників-фантастів
1. Джек Вільямсон (англ. Jack Williamson) «Г. Дж. Веллс: критик прогресу» (англ. «H. G. Wells: Critic of Progress») (США)[134].
2. Леслі Кей Свіґарт (англ. Leslie Kay Swigart) «Гарлан Еллісон: бібліографічний покажчик» (англ. «Harlan Ellison: A Bibliographical Checklist») (США)[135].
3. Жан-Жуль Верн (фр. Jean-Jules Verne) «Жуль Верн» (фр. «Jules Verne») (Франція)[136].
4. Ерік Н. Беллфонтейн (англ. Eric N. Bellfontaine) «Наукова фантастика та творчість Айзека Азімова» (англ. «Science Fiction and the Work of Isaac Asimov») (США)[137].
5. Марк Ентоні Фостер (англ. Mark Anthony Foster) «Пишіть в інший спосіб: Співвідношення стилю та теми у вибраній прозі Рея Бредбері» (англ. «Write the Other Way: The Correlation of Style and Theme in Selected Prose Fiction of Ray Bradbury») (США)[138].
6. Ева Бальцежак (пол. Ewa Balcerzak) «Станіслав Лем» (пол. «Stanisław Lem») (Польща)[139].

##### Інші нехудожні книги письменників-фантастів
1. Енн Маккеффрі (англ. Anne McCaffrey) «Кулінарія з цього світу» (англ. «Cooking Out of This World») (Ірландія)[140].

## Науково-фантастичні фільми, що вперше з'явилися на екранах
1. «Битва за планету мавп» (англ. «Battle for the Planet of the Apes»)  (США) — науково-фантастичний фільм, спродюсований Артуром П. Джейкобсом[en]  та поставлений режисером Джоном Лі Томпсоном за сценарієм Джона Вільяма Коррінгтона[en], Джойса Гупера Коррінгтона[en] та Пола Дена[en] як сиквел фільму Планета мавп, заснованого на  однойменному романі французького письменника П'єра Буля[141]. Прем'єра фільму відбулася 13 червня, у США.
2. «День дельфіна» (англ. «The Day of the Dolphin»)  (США) — гостросюжетни науково-фантастичний фільм, спродюсований Робертом Е. Реліа[en] та Джозефом Е. Лівайном[en] і поставлений режисером Майком Ніколсом (за участі Романа Поланського) за сценарієм Пола Дена[en], заснованого на романі французького письменника Робера Мерля «Тварина, обдарована розумом» (1967)[142]. Прем'єра фільму відбулася 19 грудня, у США.
3. «Зелений сойлент» (англ. «Soylent Green»)  (США) — фільм-антиутопія, спродюсований Артуром П. Джейкобсом[en]  та поставлений режисером Річардом Флейшером[ru] за сценарієм Стенлі Р. Ґрінберґа[en] та Гаррі Гаррісона, написанного на основі роману останнього «Посуньтесь! Посуньтесь!» (англ. Make Room! Make Room!)[143]. Прем'єра фільму відбулася 19 квітня, у США.
4. «Земля Санникова» (рос. «Земля Санникова»)  Російська РФСР — науково-фантастичний пригодницький художній фільм, виробництва кіностудії «Мосфільм», знятий режисерами Альбертом Мкртчяном[ru] та Леонідом Поповим за сценарієм  Марка Захарова та Владислава Федосеєва[ru], написанного за мотивами однойменного роману Володимира Обручева[144]. Прем'єра фільму відбулася 1 жовтня 1973, в СРСР.
5. «Іван Васильович змінює професію» (рос. «Иван Васильевич меняет профессию»)  Російська РФСР — кінокомедія у жанрі наукової фантастики, виробництва кіностудії «Мосфільм», знята режисером Леонідом Гайдаєм за сценарієм Владлена Бахнова[ru] та Леоніда Гайдая, написанного за мотивами п'єси Михайла Булгакова «Іван Васильович»[145]. Прем'єра фільму відбулася у червні, у США.
6. «Крах інженера Гаріна» (рос. «Крах инженера Гарина»)  Російська РФСР — чотирисерійний науково-фантастичний телевізійний фільм фільм, виробництва кіностудії «Мосфільм», поставлений режисером Леонідом Квініхідзе[ru] за сценарієм Сергія Потєпалова, написанного на основі роману російського письменника Олексія Толстого «Гіперболоїд інженера Гаріна»[146]. Прем'єра фільму відбулася 15 жовтня 1973, в СРСР.
7. «Мовчання доктора Івенса» (рос. «Молчание доктора Ивенса»)  Російська РФСР — науково-фантастичний пригодницький художній фільм, виробництва кіностудії «Мосфільм», знята режисером Леонідом Гайдаєм за сценарієм Будимира Метальникова[ru][147].
8. «Нептунів фактор: підводна одісея[en]» (англ. «The Neptune Factor – An Undersea Odyssey»)  (Канада) — науково-фантастичний фільм, спродюсований Джеком Девіттом[en] та поставлений режисером Даніелем Петрі[en]  за сценарієм Сенфордом Говардом[en][148]. Прем'єра фільму відбулася 3 серпня.
9. «Світ Дикого Заходу» (англ. «Westworld»)  (США) — науково-фантастичний трилер у жанрі вестерн, спродюсований Полом Н. Лазаресом III[en] та поставлений режисером Майклом Крайтоном за його ж сценарієм [149]. Прем'єра фільму відбулася 17 серпня, у США.
10. «Сплячий» (англ. «Sleeper»)  (США) — сатиричний науково-фантастичний фільм, спродюсований Джек Гроссбергом та поставлений режисером Вуді Алленом за сценарієм Вуді Аллена та Маршала Брікмена[en][150]. Прем'єра фільму відбулася 17 грудня, у США.
11. «Фінальна програма[en]» (англ. «The Final Programme»)  (Канада) — науково-фентезійний гостросюжетний фільм, спродюсований Джоном Ґолдстоуном (англ. John Goldstone) та Сенфордом Лаєберсоном[en] і поставлений режисером Робертом Фуестом[en] за його ж сценарієм, написанного на основі однойменного роману англійського письменника-фантаста Майкла Муркока[151]. Прем'єра фільму відбулася 4 жовтня у Великій Британії.
12. «Ця весела планета» (рос. «Эта весёлая планета»)  Російська РФСР —  музична науково-фантастична кінокомедія, виробництва кіностудії «Мосфільм», знята режисерами Юрія Саакова[ru] та Юрія Цвєткова[ru] за сценарієм Дмитра Іванова[ru] та Юрія Саакова[ru][152].
13. «Японія тоне» (яп. 日本沈没: ніхон тімбоцу; англ. Submersion of Japan) (Японія) — науково-фантастичний фільм-катастрофа, спродюсований Томоюкі Танакою та Осамою Танакою і поставлений режисером Широ Морітані[en] за сценарієм Шінобу Хашімото, написанного на основі однойменним романом Сакьо Комацу.  [153]. Прем'єра фільму відбулася 29 грудня.

## Науково-фантастичні мультфільми, що вперше з'явилися на екранах
1. «Фантастична планета»  (фр. «La Planète sauvage», чеськ. «Divoká planeta»)  (Франції, Чехословаччина) — повнометражний анімаційний фільм, спродюсований Сімоном Даміані, Анатолем Доманом, Андре Вальйо-Кавальйоне та іншими і поставлений режисером Рене Лалу за сценарієм Рене Лалу та Роланом Топором, заснованого на романі французького Стефана Вуля «Оми на потоці» (фр. Oms en série, 1957)[154]. Прем'єра фільму відбулася 11 травня, у Каннах (Франція).

## Науково-фантастичні телесеріали, що вперше з'явилися на телеекранах
1. „Вартові[en]“ (англ. «The Guardians»)  (Велика Британія), спродюсований Ендрю Брауном (англ. Andrew Brown) та знятий за сценарієм Рекса Фіркіна (англ. Rex Firkin) та Вінсента Тайнслі (англ. Vincent Tilsley), а також Джона Боуена (англ. Vincent Tilsley) та інших політико-фантастичний драматичний телесеріал  Роберта Тронсона[en] (англ. Robert Tronson), Джима Ґоддарда[en] (англ. Jim Goddard), Тоні Варнбі (англ. Tony Wharmby)  та інших режисерів. Прем'єра телесеріалу відбулася жовтня[155].

## Проведені науково-фантастичні конвенції
1. 31-а всесвітня конвенція наукової фантастики[en], 31 серпня — 3 вересня, «Роял Йорк Готель[en]» англ. «Royal York Hotel»), Торонто, провінція Онтаріо, Канада; Голова: Джон Міллард, почесні гості: Роберт Блох та Вільям Ротслер (як шанувальник).

## Вручені премії фантастики
1. «Премія Г'юґо» (англ. «Hugo Award») (міжнародна) у номінаціях:
- «найкраще оповідання»
- «найкращу коротку повість»
- «найкраща повість»
- «найкращий роман»
- Найкращий професійний журнал[en]
- Найкращому письменнику-аматору
- Найкращому професійному художнику
- Найкращому митцю-аматору[en]

2. «Неб'юла» (англ. «Nebula Award») (США) у номінаціях:
- «найкраще оповідання»
- «найкращу коротку повість»
- «найкраща повість»
- «найкращий роман» тощо

3. «Локус» (англ. «Locus Award») (США) у номінаціях:
- «найкращий твір короткої форми»[en]
- «найкраща раніше видана антологія чи збірка»
- «найкращий фантастичний роман»
- Найкращому митцю-аматору тощо

4. Премія Британської науково-фантастичної асоціації (англ. «British Science Fiction Association Award, BSFA Award») (Велика Британія) у номінаціях:
- «найкращий роман» тощо

5. Меморіальна премія імені Джона Кемпбелла (англ. John W. Campbell Memorial Award) — вручено вперше
6. Премія Джона В. Кемпбелла найкращому новому письменнику-фантасту (англ. John W. Campbell Award for Best New Writer) — вручено вперше
7. Меморіальна премія імені Едварда Е. Сміта «Небесний жайворонок» (англ. Edward E. Smith Memorial Award for Imaginative Fiction) — вручено Ларрі Нівену
Крім того, до Зали слави фантастики Першого фендому включений  Кліффорд Д. Сімак (англ. Clifford D. Simak, (1904 — 1988).

## Цього року померли
1. 15 січня Ніл М. Ґанн[de] (нім. Neil M. Gunn)  (Шотландія) (1891)
2. 5 березня Роберт К О'Браєн[en] (англ. Robert C. O'Brien) (США) (1918)
3. 30 липня Ґвідо Морселлі[it]  (італ. Guido Morselli) (Італія) (1912)
4. 14 грудня Йоганнес Аллен[da] (дан. Johannes Allen) (Данія) (1916)
5. Хесус де Арагон (ісп. Jesús de Aragón) (Іспанія) (1893)

## Цього року народилися
1. 18 березня у місті  Стретфорд[en], штат Вікторія, Австралія Макс Баррі[en] (англ. Max Barry) (Австралія)
2. 30 квітня у місті Нью-Йорк, штат Нью-Йорк, США Наомі Новік (англ. Naomi Novik]) (США)
3. 25 липня у штаті Північна Кароліна, США Мур Лафферті[en] (англ. Mur Lafferty)  (США)
4. 6 серпня у місті Ессен, земля Північний Рейн — Вестфалія, Німеччина Ульріке Нолті[de] (нім. Ulrike Nolte)  (Німеччина)
5. 22 жовтня у Німеччині Крістіан фон Астер[de] (нім. Christian von Aster)  (Німеччина)
6. 9 листопада у місті Любек, земля Шлезвіг-Гольштейн, Німеччина Олівер Хенкель[de] (нім. Oliver Henkel)  (Німеччина)
7. Взимку у місті Аугсбург, земля Баварія, Німеччина Борис Кох[de] (нім. Boris Koch) (Німеччина)
8. У місті Квебек, провінція Квебек, Канада Сільвейн Ньювель[fr]  (італ. Sylvain Neuvel) (Канада)

## Цього року дебютували у науковій фантастиці[156]
1. Елінор Арнасон[en] (англ. Eleanor Arnason) (США) (1942 — ) з оповіданням «Ясний день у Моторситі» (англ. «A Clear Day in the Motor City») [157].
2. Елан Бреннерт[en] (англ. Alan Brennert) (США) (1954 — ) з оповіданням «Вимикання ностальгії» (англ. «Nostalgia Tripping») [158].
3. Реджинальд Гілл (англ. Reginald Hill) (Велика Британія) (1936 — 2012) з романом «Серце-годинник» (англ. «Heart Clock»), виданим під псевдонімом Дік Морленд [159].
4. Том Голт (англ. Tom Holt) (Велика Британія) (1946 — ) зі збіркою «Поезії Тома Голта» (англ. «Poems by Tom Holt») [160].
5. Ендре Дараж[hu] (угор. Darázs Endre)  (Угорщина) з оповіданням «Колишня бойова арена» (угор. «Hajdani küzdőtér»)[161].
6. Вейленд Дрю[en] (англ. Wayland Drew) (Канада) (1932 — 1998) з романом «Свято Вабено» (англ. «The Wabeno Feast») [162].
7. Томас Ф. Монтелеоне[en] (англ. Thomas F. Monteleone) (США) (1946 — ) з оповіданням «Дитя Вендіго» (англ. «Wendigo's Child») [163].
8. Спайдер Робінсон (англ. Spider Robinson) (Канада) (1948 — ) з оповіданням «Хлопець з очима» (англ. «The Guy with the Eyes») [164].
9. Мік Фаррен[en] (англ. Mick Farren) (Велика Британія) (1943 — 2013) з оповіданням «Тексти фестивалю» (англ. «The Texts of Festival») [165].
10. Джон Ширлі (англ. Thomas F. Monteleone) (Велика Британія) (1953 — ) з оповіданням «Слово «випадковий», навмисно повторене» (англ. «The Word "Random", Deliberately Repeated») [166].